# Xian de Luntai
Cette page contient des caractères spéciaux ou non latins. S’ils s’affichent mal (▯, ?, etc.), consultez la page d’aide Unicode.
Le xian de Luntai (轮台县 ; pinyin : Lúntái Xiàn ; ouïghour : بۈگۈر ناھىيىسى / Bügür Nahiyisi) est un district administratif de la région autonome du Xinjiang en Chine. Il est placé sous la juridiction de la préfecture autonome mongole de Bayin'gholin.

## Démographie
La population du district était de 86 315 habitants en 1999.